# Orzoaia de Jos, Prahova
Orzoaia de Jos este o localitate componentă a orașului Urlați din județul Prahova, Muntenia, România.
În 2011, localitatea avea 537 de locuitori.